# Ericson Core
Ericson Core (Honolulu, ...) è un regista e direttore della fotografia statunitense.

## Biografia
Dopo la laurea alla University of Southern California ha frequentato e portato a termine l'Art Center College of Design. Ha debuttato nel mondo del cinema come operatore di macchina e direttore della fotografia in Uscita di sicurezza, per poi iniziare a lavorare per registi come Kevin Reynolds in Codice omicidio 187.
Nel 2000 debutta come regista dirigendo tre episodi della serie In tribunale con Lynn e nel mondo del cinema sei anni dopo con Imbattibile.
Dal 2003 è sposato con l'attrice Rana Haugen, dalla quale ha avuto un figlio.

## Filmografia

### Direttore della fotografia

#### Cinema
- Uscita di sicurezza (Exit in Red), regia di Yurek Bogayevicz (1996)

- Codice omicidio 187 (One Eight Seven), regia  di Kevin Reynolds (1997)
- Payback - La rivincita di Porter (Payback), regia di Brian Helgeland (1999)
- Mumford, regia di Lawrence Kasdan (1999)
- Dancing at the Blue Iguana, regia di Michael Radford (2000)
- Fast and Furious (The Fast and the Furious), regia di Rob Cohen (2001)
- Daredevil, regia di Mark Steven Johnson (2003)

#### Televisione
- EZ Streets – serie TV, episodi 1x1 (1996)
- Gun – serie TV (1997)
- Le ali per volare (Before Women Had Wings), regia di Lloyd Kramer – film TV (1997)

### Direttore della fotografia e regista

#### Cinema
- Imbattibile (Invincible) (2006)
- Point Break (2015)
- Togo - Una grande amicizia (Togo) (2019)

#### Televisione
- The Courier/2.0 – film TV (2008)